# Франсоа Перие (психоаналитик)
Франсоа Перие (на френски: François Perrier) е френски лекар, психиатър и психоаналитик.

## Биография
Роден е на 25 юли 1922 г. в Париж. Учи медицина и психиатрия в Париж. Става психоаналитик след обучителна анализа с Морис Бове, след това с Саха Нахт и последна трета с Жак Лакан. Като лаканианец той става един от така наречените „трима мускетари“ на водещи ученици на Лакан: Серж Льоклер, Владимир Гранов и той.
Перие е определян от Елизабет Рудинеско като „скитащия трубадур на лаканианството, наивен и страстен, причудлив като своя учител (чийто гений му липсваше), но удивителен теоретик на женската сексуалност, хистерия и любов“.

### Психоаналитична политика
След като членува в Парижкото психоаналитично общество Перие участва в основаването на Френското психоаналитично общество (ФПО) през 1953.
Заедно с Гранов и Льоклер в началото на 60-те той се опитва да издейства признание на обществото от страна на Международната психоаналитична асоциация (МПА). След неуспеха на усилията им през 1964 г., в къщата на Перие, в присъствието на Жак Лакан и Натали Залцман, неговата бивша съпруга се основава École Freudienne de Paris.
През 1966 г. Перие е първия, който напуска борда на новата институция заради разногласия по въпроса с обучението. През 1969 г. настъпва т. нар. трета схизма във френската психоаналитична история, когато той заедно с Пиера Олание, Жан-Пол Валабрега и още няколко други психоаналитици основават т. нар. четвърта група. За първи президент е избран Перие, който напуска поста през 1981 г.
Перие достига до заслючението, че Жак Лакан е „гений на създаването на проблеми“; и че неговите последователи са „пътешественици в царството на 'Транслакания“. Умира на 2 август 1990 г. в родния си град.